# Carles Gil
Carles Gil de Pareja Vicent (Valência, 22 de novembro de 1992) é um futebolista espanhol que atua como meia-atacante. Atualmente, joga pelo New England Revolution.

## Carreira
Gil começou a carreira no Valencia CF.